# Villanueva de Gumiel (kommunhuvudort)
Villanueva de Gumiel är en kommunhuvudort i Spanien.   Den ligger i provinsen Provincia de Burgos och regionen Kastilien och Leon, i den centrala delen av landet, 150 km norr om huvudstaden Madrid. Villanueva de Gumiel ligger 844 meter över havet och antalet invånare är 285.
Terrängen runt Villanueva de Gumiel är platt. Runt Villanueva de Gumiel är det ganska glesbefolkat, med 23 invånare per kvadratkilometer. Närmaste större samhälle är Aranda de Duero, 9,1 km sydväst om Villanueva de Gumiel. Trakten runt Villanueva de Gumiel består till största delen av jordbruksmark.